# Zwischenzug
Zwischenzug (termo de origem germânica) é uma expressão que indica, no enxadrismo, um lance intermediário inesperado em uma sequência  possivelmente já esperada pelo adversário, sendo uma estratégia adotada para confundi-lo.